# Liste der Premierminister von Barbados

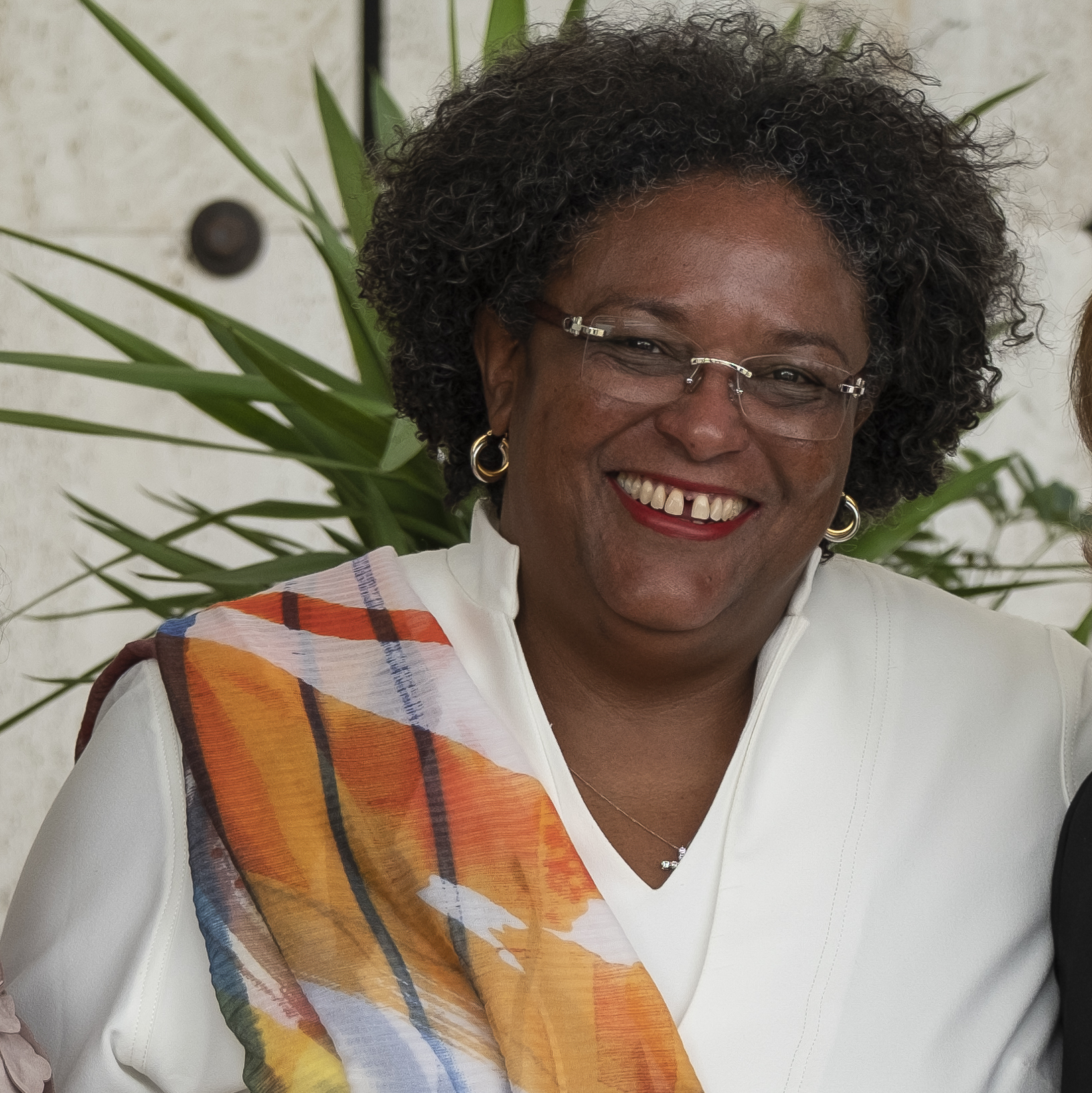
Mia Amor Mottley, Premierministerin von Barbados

Diese Liste umfasst die Premierminister von Barbados:

## Vor der Unabhängigkeit
| Name                   | Personendaten | Amtszeit                             | Partei                  |
| ---------------------- | ------------- | ------------------------------------ | ----------------------- |
| Grantley Herbert Adams | 1898–1971     | 1. Februar 1954 – 17. April 1958     | Barbados Labour Party   |
| Hugh Gordon Cummins    | 1891–1970     | 17. April 1958 – 8. Dezember 1961    | Barbados Labour Party   |
| Errol Walton Barrow    | 1920–1987     | 8. Dezember 1961 – 18. November 1966 | Democratic Labour Party |

## Nach der Unabhängigkeit
| Name                    | Personendaten | Amtszeit                              | Partei                  |
| ----------------------- | ------------- | ------------------------------------- | ----------------------- |
| Errol Walton Barrow     | 1920–1987     | 18. November 1966 – 8. September 1976 | Democratic Labour Party |
| John Michael G. Adams   | 1931–1985     | 8. September 1976 – 11. März 1985     | Barbados Labour Party   |
| Harold Bernard St. John | 1931–2004     | 11. März 1985 – 29. Mai 1986          | Barbados Labour Party   |
| Errol Walton Barrow     | 1920–1987     | 29. Mai 1986 – 1. Juni 1987           | Democratic Labour Party |
| Lloyd Erskine Sandiford | 1937–2023     | 2. Juni 1987 – 7. September 1994      | Democratic Labour Party |
| Owen Seymour Arthur     | 1949–2020     | 7. September 1994 – 16. Januar 2008   | Barbados Labour Party   |
| David Thompson          | 1961–2010     | 16. Januar 2008 – 23. Oktober 2010    | Democratic Labour Party |
| Freundel Stuart         | * 1951        | 23. Oktober 2010 – 25. Mai 2018       | Democratic Labour Party |
| Mia Amor Mottley        | * 1965        | 25. Mai 2018 –                        | Barbados Labour Party   |